# Terry Hennessey
William Terrence „Terry“ Hennessey (* 1. September 1942 in Llay (Wrexham); † 8. August 2025) war ein walisischer Fußballspieler. 

## Spielerkarriere

### Birmingham City, Nottingham Forest und Derby County
Terry Hennessey spielte von 1959 bis 1965 für Birmingham City. Sein größter Erfolg in diesen Jahren war der Gewinn des League Cup 1962/63 durch ein 3:1 und 0:0 gegen Aston Villa. Im November 1965 wechselte er zu Nottingham Forest und erreichte mit seiner neuen Mannschaft in der Football League First Division 1966/67 die Vizemeisterschaft hinter Manchester United. Im Messepokal 1967/68 scheiterte er mit seinem Team in der 2. Runde am FC Zürich. 
Im Februar 1970 verpflichtete ihn Brian Clough für Derby County. Sein neuer Verein erreichte am Saisonende als Aufsteiger Platz 4 in der Football League First Division 1969/70. Eine weitere Steigerung erfuhr diese Leistung in der Saison 1971/72, als Derby mit einem Punkt Vorsprung vor Leeds United, dem FC Liverpool und Manchester City die englische Meisterschaft gewann. Im Europapokal der Landesmeister 1972/73 scheiterte Hennessey mit County erst im Halbfinale am italienischen Titelträger Juventus Turin. Nach Ablauf der Saison beendete der verletzungsgeplagte Terry Hennessey seine Spielerlaufbahn.

### Nationalmannschaft
Hennessey war von 1962 bis 1972 Mitglied der walisischen Nationalmannschaft, für die er 39 Länderspiele absolvierte.